# Electric Dragon
Electric Dragon Japan（エレクトリック・ドラゴン・ジャパン）は、日本のロックバンド。略称「エルドラ」。ヘヴィロックを基盤としながらEDMやサックスを織り交ぜたハイブリッドサウンドと圧倒的なパフォーマンスは必見。タトゥーやバイカーなどのアンダーグラウンドなイベント出演からアウトローなオーディエンスの絶大な支持を得て、「アウトロー界のカリスマ」と称される。所属レーベルは、RUNZEST

## メンバー
吉田 由一
ボーカル・ギター・プログラミング担当。
俳優、映画監督、脚本家、格闘家としても活動している。フルコンタクトオープントーナメント 全日本チャンピオン。
ビートたけしと親交があり、北野武監督作品への出演歴を持つ。
- 主な監督作品
  - Vシネマ『KYOTO BLACK 黒のサムライ』（2015年）主演：本宮泰風
  - Vシネマ『KYOTO BLACK2 黒の純情』（2015年）主演：本宮泰風
  - Vシネマ『KYOTO BLACK 白い悪魔』（2019年）主演：本宮泰風
  - Vシネマ『KYOTO BLACK 紅い女』（2019年）主演：本宮泰風
  - 映画『京都カマロ探偵 失踪の男を探せ!』（2022年）主演：塚本高史

映画『SAVAGE 獲るのは誰だ？』（2024年）主演：黒石高大　
  - CM『本格焼肉チファジャ』（出演：寺島進 他）[1]

U-NO
ギター・コーラス担当。
K-SK（入江ケースケ）
ベース・コーラス担当。
俳優、ギタリスト、ボーカリストとしても活動している。
殺陣劇団『剣劇会』の俳優、プロデューサー。
主な出演作品に、映画『命がけの体感ゲーム』、映画『夢を追いかけろ！宇宙へ』、映画『夢を追いかけろ！奇跡へ』等を持つ。上記作品では全て主演を務める。
HER-B
サックス・コーラス担当。

## 主なライブ出演
2014年 7月19日 - SOUNDCHECK@Club JOULE（共演：アレクサンドラ・スタン）
2014年 9月27日 - grateful G’z festival ’2014@兵庫県播磨中央公園野外ステージ
（共演：かりゆし58 / ROTTENGRAFFTY / SEX MACHINEGUNS / 他…）
2014年 12月31日 - 42nd NEW YEARS WORLD ROCK FESTIVAL@銀座博品館劇場
（共演：内田裕也 / 白竜 / カイキゲッショク / シーナ&ロケッツ / 他…）
2015年 6月28日 - Electric Dragon【EL DRA】 First Album Release Party@京都MUSE
2015年 12月31日 - 43rd NEW YEARS WORLD ROCK FESTIVAL@銀座博品館劇場
（共演：内田裕也 / 白竜 / 中村獅童 / 陣内孝則 / シーナ&ロケッツ / 他…）
2016年 4月24日 - Electric Dragon Live at MIYAZAKI@WEATHER KING（共演：小沢仁志/他…）
2016年 7月31日 - YUICHI YOSHIDA BIRTHDAY BASH@京都MUSE（ワンマンライブ）
2016年 12月29日 - 京都大暴年会 2016@京都MUSE
2017年 6月4日 - エレクトリック・ドラゴン ライブ イン 宮崎@WEATHER KING（ワンマンライブ、ゲスト：高岡奏輔）
2017年 7月29日 - Electric Dragon 20th Anniversary & Yuichi Yoshida Birthday Bash@京都MUSE（ワンマンライブ、ゲスト：小沢仁志 / 高岡奏輔）
2017年12月30日 - 京都大暴燃会 2017@京都MUSE（ワンマンライブ）

## ディスコグラフィ
アルバム
|             | 発売日         | タイトル | 収録曲 |
| ----------- | -------------- | -------- | --- |
| 1stアルバム | 2015年 6月28日 | HIGHER   | 1. NO SHAME 2. HIGHER 3. I KNOW YOU WANT ME 4. DRIVE 5. MY LADY 6. FEEL THE BEAT 7. AWAKE 8. LOCK ON 9. HEAT |

配信曲
- RAIN（2022年）
- SHINE IT ON（2022年）映画『京都カマロ探偵 失踪の男を探せ!』主題歌
- MEMORIES（2023年）

## 出演

### 吉田由一
映画
- 首領への道 劇場公開版（2003年）
- 監督・ばんざい!（2007年）
- ねばぎば 新世界（2021年）
- 京都カマロ探偵 失踪の男を探せ!（2022年公開）脚本・監督・出演

Vシネマ
- 首領への道7 - 22、24、完結編（1999年 - 2005年） - 白虎会組員 名倉
- 残侠伝説 覇王道（2002年） - バーテンダー（元板前）
- 実録・最後の愚連隊（2002年） - 林一派 島崎国男
- 実録・北陸やくざ戦争（2002年） - 川野組組員
- 実録・柳川組外伝（2003年） - 柳川組組員 高岡辰夫
- 実録・竹中正久の生涯 荒らぶる獅子 後篇（2003年） - 大下会系平山組組員
- 実録・九州やくざ烈伝 兇健と呼ばれた男（2003年） - 大高組組員 大高正雄（健一の実弟）
- やくざの憲法 赤字破門（2003年） - 天堂組組員
- 首領への道 外伝 白虎会見参（2004年） - 白虎会組員 安西
- 修羅外道 本家襲撃（2005年） - 事務局長 ナシモト
- 抗争 暴力団VSギャング（2005年） - 弘明寺龍一の弟分
- 誇り高き野望4（2006年） - 森田組砂川組組員
- 実録・新選組（2006年） - 平山五郎
- 実録・暴走族シリーズ ブラックエンペラー暴走伝説　下北沢総本部（2006年）
- 実録・東海道抗争 白と黒（2006年） - 八代目剛島一家組員
- 白竜 シリーズ（GPミュージアムソフト） - 黒須組組員 茂山将太
  - 白竜 シノギの報酬（2006年11月）
  - 白竜 シノギの報酬Ⅱ（2007年1月）
  - 白竜3 非情のバトルロワイアル（2007年3月）
  - 白竜4 赤絨毯の死闘（2007年6月）
  - 白竜5 支配者VS独裁者（2008年9月）
- 実録・関東やくざ戦争 修羅の盃（2009年） - 城東組関山一家豊田組組員
- KYOTO BLACK シリーズ（2015年・2019年、監督・脚本：吉田由一） - 吉田由一（ロックバンド「EL DRA」ボーカル）
  - KYOTO BLACK 黒のサムライ（2015年1月）
  - KYOTO BLACK2 黒の純情（2015年2月）
  - KYOTO BLACK 白い悪魔（2019年10月）
  - KYOTO BLACK 紅い女（2019年11月）
- 日本極道戦争（2019年 - 2021年） - 神征会 牧田洋平
  - 日本極道戦争 第一章・第二章・第三章（2019年） - 神征会若頭補佐 剣勇会山崎組若頭
  - 日本極道戦争 第四章・第五章（2002年） - 神征会若頭補佐 剣勇会会長代理
  - 日本極道戦争 第六章 - 第十二章（2020年 - 2021年） - 神征会相馬組若頭補佐
- 極道の紋章 レジェンド 第四章（2021年） - 小樽 横川組組長 小沼正人

CM
- 本格焼肉チファジャ
  - 焼肉編
  - 銭湯編
  - デート編